# آب‌انبار رشتخوار
آب‌انبار رشتخوار؛ نام آب‌انباری تاریخی مربوط به دورهٔ قاجار است و در شهرستان رشتخوار، شهر رشتخوار، خیابان جمهوری، کوچهٔ علی‌رضا آبافت واقع شده و این اثر در تاریخ ۸ دی ۱۳۹۰ با شمارهٔ ثبت ۳۰۴۷۷ به‌عنوان یکی از آثار ملی ایران به ثبت رسیده‌است.